# 大台南公車橘9-1線
大台南公車橘9-1線為原本橘9線所拆分出來的路線，由漢程客運營運。本路線以佳里站為起點，高鐵嘉義站為訖點。
因部分乘車居民認為原路線過度彎繞且乘車時間過長，麻豆居民也認為直達車班次太少，故公共運輸處研擬調整路線及發車時刻表，於2020年5月1日正式實施。

## 歷史
- 2019年12月5日：原橘9線（麻豆轉運站－佳里－學甲－高鐵嘉義站）於麻豆轉運站舉行啟航典禮，並正式上路營運。[3]
- 2020年3月31日：公運處於學甲區公所辦理橘9線路線調整說明會，並預定將拆分為橘9線（佳里站－學甲－高鐵嘉義站）及橘9-1線（佳里站－麻豆轉運站－高鐵嘉義站）兩條路線。[4]
- 2020年5月1日：橘9-1線正式實施並上路營運。[5]
- 2020年12月25日：新增「新營轉運站」招呼站。
- 2022年9月30日：新增「高鐵國寶」招呼站。
- 2024年8月3日：電動低地板公車（RAC RACE150）18輛陸續上路營運，於8月15日全數投入營運。
- 2025年8月1日：原「大潤發」站更名為「大全聯（佳里店）」。

## 路線基本資料
- 全程行車里程數：50.4公里。
- 全程行車時間：約65分。
- 行經行政區域：臺南市佳里區、麻豆區、新營區以及嘉義縣的太保市。
- 主要行駛道路：市道176號、國道一號、台82線、台37線。

### 收費
里程計費，刷卡前8公里免費，轉乘再優惠9元

### 路線
- 參見右側路線圖。

### 配車
- 2021年 2輛GOLDEN DRAGON XML6125JEV：EAA-721~EAA-722
- 2024年 18輛華德RAC RACE150電動低地板公車：EAL-0750~EAL-0755、EAL-0779~EAL-0792

### 過往配車
- 2010年 9輛Daewoo FX116：KKA-7709~KKA-7712、KKA-7727~KKA-7728、KKA-7731~KKA-7733(已淘汰)
- 2011年 2輛Daewoo BS120CN：701-FP~702-FP(已淘汰)
- 2015年 1輛MITSUBISHI FUSO RM11FN2XC大復康巴士：KKA-7765(轉調至他線)
- 2016年 1輛MITSUBISHI FUSO RM11FN2XC大復康巴士：KKA-7815(轉調至他線)

## 外部連結
- 漢程客運橘9-1路 （页面存档备份，存于）（繁體中文）
- 大台南公車橘9-1線資訊 （页面存档备份，存于）（繁體中文）
- 大台南公車 （页面存档备份，存于）（繁體中文）